# Resolución 505 del Consejo de Seguridad de las Naciones Unidas
La resolución 505 del Consejo de Seguridad de las Naciones Unidas, aprobada por unanimidad el 26 de mayo de 1982, se reafirmó en la resolución 502 y declaró que la situación la región de las Islas Malvinas, en referencia a la Guerra de las Malvinas, preocupaba al Consejo después de haberse agravado. El Consejo expresó su reconocimiento a Javier Pérez de Cuéllar, Secretario General de las Naciones Unidas, por sus esfuerzos en conseguir un acuerdo entre las partes implicadas, Argentina y Reino Unido, lograr el cumplimiento de la resolución 502 y el restablecimiento de la paz.
La resolución, presentada por el representante irlandés Noel Dorr, instaba a las partes implicadas en el conflicto a cooperar con el Secretario General para conseguir el fin de las hostilidades. Se pretendía que las partes beligerantes negociasen los puntos para un alto el fuego para posteriormente, de ser necesario, el envío de una fuerza de observadores que la verificase. Por último solicitó al Secretario General que presentara un informe al Consejo de Seguridad en el menor plazo posible, inferior a siete días.
Originalmente Argentina pretendía que la resolución 505 incluyese una referencia a una posible administración transitoria de las islas, idea que surgió durante las sesiones desarrolladas los días previos, aunque finalmente fue descartada.
Anteriormente a la aprobación de la resolución 505, el 1 de mayo, Perú, con Fernando Belaúnde Terry como mediador, propuso un acuerdo de paz que fue aceptado por Reino Unido pero no por Argentina. Leopoldo Galtieri postergó la respuesta a la proposición peruana a la consulta de la Junta Militar, siendo descartada cualquier solución pacífica por su parte tras el hundimiento del Belgrano.  Un posterior proyecto de resolución promovido por Panamá y España, como miembros no permanentes del Consejo de Seguridad, fue vetado por el Reino Unido y Estados Unidos.